# レオノール・デ・トラスタマラ

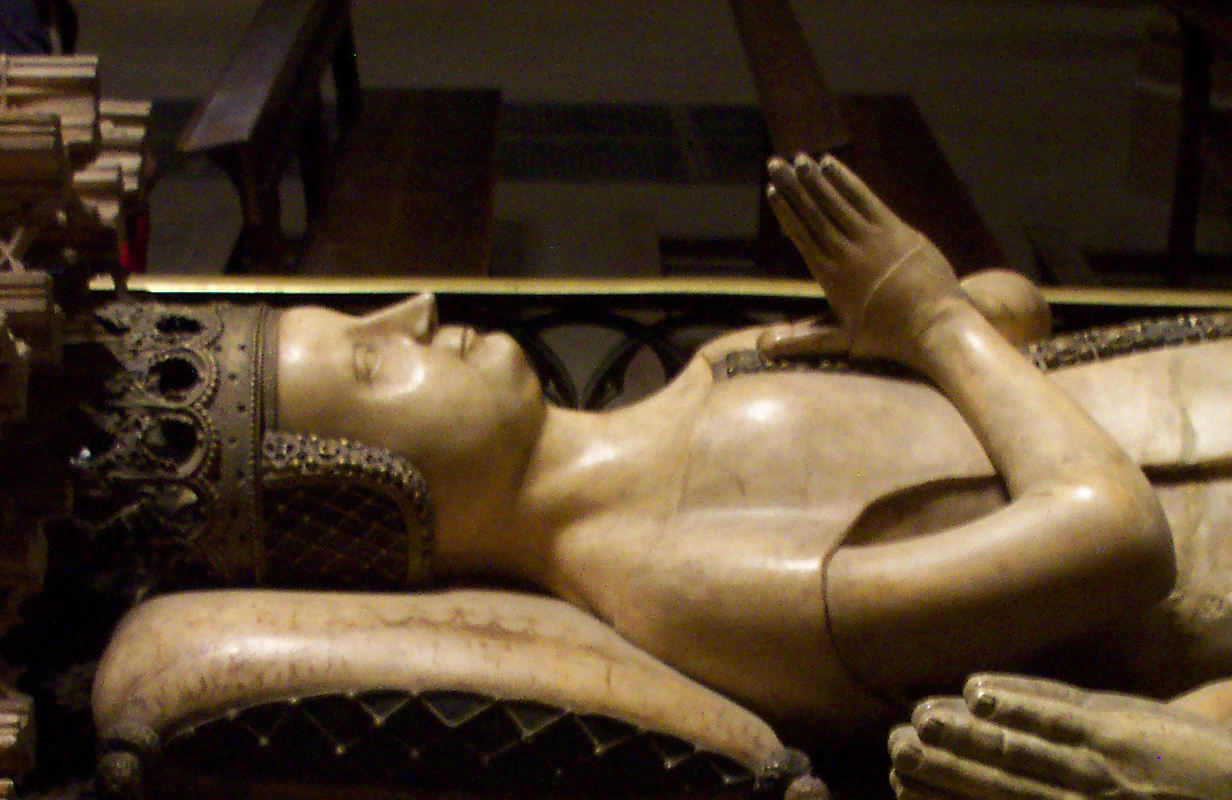
レオノールの墓の横臥像（パンプローナ大聖堂）

レオノール・デ・カスティーリャ（Leonor de Castilla）またはレオノール・デ・トラスタマラ（Leonor de Trastámara, 1363年頃 - 1416年2月27日）は、ナバラ王カルロス3世の王妃。
父はカスティーリャ王エンリケ2世、母は王妃フアナ・マヌエル。フアン1世の姉。フランス名はエレオノール・ド・カスティーユ（Éléonore de Castille）。

## 子女
1375年にカルロス3世と結婚し、2男6女を儲けたが、男子はいずれも夭逝した。
- フアナ（1382年 - 1413年） - フォア伯ジャン1世と結婚
- ブランカ（1385年 - 1441年） - ナバラ女王
- マリア（1388年 - 1425年）
- マルガリータ（1390年 - 1425年）
- ベアトリス（1392年 - 1415年） - ラ・マルシュ伯ジャック2世と結婚
- イサベル（1395年 - 1435年） - アルマニャック伯ジャン4世と結婚
- カルロス（1397年 - 1402年） - ビアナ公
- ルイス（1402年） - ビアナ公